# Angerja Issanda Taevaminemise kirik
Angerja Issanda Taevaminemise kirik (svenskaː Kristi Himmelfärdskyrkan i Angerja) är en ortodox kyrka i Kohila i landskapet Raplamaa i Estland. Den planerades av Vladimir Lunski, och blev klar år 1901. Församlingens verksamhet upphörde på 1950-talet, men fortsattes igen på 1990-talet.